# 여수호좌수영수성창설사적비
여수호좌수영수성창설사적비(麗水湖左水營守城創設事蹟碑)는 대한민국 전라남도 여수시에 있는 조선시대의 사적비이다. 1998년 8월 13일 전라남도의 문화재자료 제202호로 지정되었다.

## 개요
사적비란 어떠한 사건이나 사업에 관련된 사실이나 자취를 기록해 놓은 비이다. 이 비는 조선 영조 49년(1773) 호남좌수사로 부임해온 김영수가 전라좌수영의 성을 크게 다시 지어 새로이 하고, 군사를 정비하며, 군기, 잡물 등을 마련한 사실과 월과미, 털 없는 겉벼 등을 마련해 놓았던 사실을 적고 있다.
비각 안에 모셔둔 비는 네모난 받침돌 위로 비몸을 세우고 머릿돌을 올린 모습으로, 비몸 앞면에 ‘호좌수영수성창설사적비’라는 비의 명칭을 가로로 새겨 놓았다. 비문은 한줄에 42∼45자씩 14줄의 글을 세로로 적어 놓았다.
정조 3년(1779) 지방의 군사들과 승병들이 뜻을 모아 세운 것으로, 이 비를 통하여 영조 말·정조 초 호남좌수영의 시설과 설비, 운영경비 및 이의 마련방법, 사병·승병을 비롯한 지방민들의 협조상황 등을 알 수 있어 호남지방의 역사를 이해하는 데에도 좋은 자료가 되고 있다.

## 참고 문헌
- 여수호좌수영수성창설사적비 - 국가유산청 국가유산포털